# شرم (فجیره)
شَرم روستایی است از توابع شهر دبا الفجیره در نوار ساحلی کرانهٔ
دریای عمان از توابع امارت فجیره از امارات هفتگانه دولت امارات متحده عربی واقع شده‌است.

## جمعیت
جمعیت روستا در حدود ۷۵ نفر (۱۸ خانوار) می‌باشند که از اهل سنت و مالکی مذهب هستند.

## پیشهٔ مردم
شغل وپیشهٔ مردم این روستا ماهی گیری است، و تعداد محدودی نیز از مردم روستا در کارهای دولتی اشتغال دارند.